# Безсмертних Олександр Андрійович
Олександр Андрійович Безсмертних (рос. Александр Андреевич Бессмертных, 15 вересня 1986) — російський лижник, олімпійський медаліст, призер чемпіонатів світу.
Срібну олімпійську медаль Безсмертних виборов на Іграх 2014 року в Сочі в складі російської команди в естафеті 4х10 км.

## Зовнішні посилання
- Досьє на сайті FIS

|  | Це незавершена стаття про лижника чи лижницю. Ви можете допомогти проєкту, виправивши або дописавши її. |